# Jubbal
Jubbal é uma cidade e uma nagar panchayat no distrito de Shimla, no estado indiano de Himachal Pradesh.

## Geografia
Jubbal está localizada a 31° 07′ N, 77° 40′ L. Tem uma altitude média de 1901 metros (6236 pés).

## Demografia
Segundo o censo de 2001, Jubbal tinha uma população de 1346 habitantes. Os indivíduos do sexo masculino constituem 59% da população e os do sexo feminino 41%. Jubbal tem uma taxa de literacia de 82%, superior à média nacional de 59,5%: a literacia no sexo masculino é de 84% e no sexo feminino é de 80%. Em Jubbal, 10% da população está abaixo dos 6 anos de idade.